# Hemipterodes selaostigma
Hemipterodes selaostigma är en fjärilsart som beskrevs av Louis Beethoven Prout 1936. Hemipterodes selaostigma ingår i släktet Hemipterodes och familjen mätare. Inga underarter finns listade i Catalogue of Life.